# Чальдини, Энрико
Энрико Чальдини (итал. Enrico Cialdini; 10 августа 1811, Кастельветро — 8 сентября 1892, Ливорно) — итальянский военачальник и дипломат.

## Биография
Родился 10 августа 1811 года в Кастельветро, Герцогство Модена. Сын инженера. Изучал медицину в Пармском университете, был увлечён идеями «Молодой Италии».
В 1831 году вступил в отряд карбонариев, организованный в Реджио. Принял участие в антиавстрийском восстании в Пармском герцогстве. После неудачного боя под Римини бежал в Париж где, сильно бедствуя, продолжал занятия медициной.
В 1832 году снова бросил занятия медициной, чтобы поступить в Иностранный легион, сражавшийся в Португалии против Мигела Брагансского. В Португалии сблизился с другим итальянским деятелем национально-освободительного движения Джакомо Дурандо и обнаружил значительные военные способности. 3 марта 1833 года поступил на военную службу гренадером в португальский 3-й полк лёгкой пехоты. С июня 1833 по сентябрь 1834 года сражался против мигелистов на стороне короля Педро. За боевые отличия он был произведён в подпоручики и награждён орденом Башни и Меча.
По окончании гражданской войны в Португалии, вместе с Дурандо перебрался в Испанию, и 22 октября 1835 года перешёл на службу в испанскую армию поручиком в егерский полк. Воевал против карлистов. Был награждён орденом Св. Фердинанда, получил чины капитана и подполковника. В 1841 году получил отставку, вследствие подозрения в заговоре против регента Эспартеро. После падения последнего в 1843 году вновь поступил на испанскую военную службу.
В 1844 году был назначен начальником испанской жандармерии. В 1847 году командирован во Францию для изучения службы французской жандармерии. Во время этой командировки он узнаёт о восстании в Милане. Несмотря на протест испанского правительства, подаёт в отставку и уезжает на родину. 4 июня 1848 года вступает с чином полковника в Сардинскую армию генерала Дурандо.
10 июня 1848 года при защите Виченцы был тяжело ранен пулей в грудь и взят в плен австрийцами, но вскоре был освобождён. По выздоровлении перебирается в Сардинию, где 11 ноября 1848 года был назначен командиром 23-го пехотного полка, состоящего из 3 тысяч волонтёров, преимущественно из герцогств Пармского, Моденского и Тосканского. Во главе этого полка участвовал в сражении с австрийцами при Новаре.
После заключения мира остался в сардинской армии. Во время Крымской войны командовал 3-й бригадой в 1-й дивизии Сардинского экспедиционного корпуса в Крыму. По окончании этой войны он был назначен адъютантом к королю Виктору Эммануилу II (первый в Сардинии адъютант короля не из дворян).
К 1859 году командовал 4-й дивизией сардинской армии. В австро-итало-французскую войну 1859 года отличился в сражении при Палестро, за что был произведён в генерал-лейтенанты. После занятия Ломбардии, со своей дивизией был послан охранять проходы через Альпы из Тироля в Италию. В сражении при Сан-Мартино командовал левым крылом союзных войск. После Виллафранкского перемирия получил чин генерала армии.
Командовал сардинскими войсками во время кампании в Центральной и Южной Италии. 18 сентября 1860 года разбил папские войска при Кастельфидардо. Затем вступил на территорию Королевства обеих Сицилий и 17 октября разбил неаполитанский корпус у перевала Мачероне, в районе города Изерния. 29 октября одержал победу на реке Гарильяно. 13 февраля 1861 года после трёхмесячной осады взял Гаэту, за что получил титул герцога Гаэтского. 12 марта принял капитуляцию гарнизона Королевской цитадели в Мессине.
В апреле 1861 года избран в Парламент Италии, где явился одним из сторонников правительства и противников Гарибальди. С июля командует итальянскими войсками в Неаполитанской области. В ноябре из-за разногласий с правительством вышел в отставку.
В августе 1862 года назначен генерал-губернатором Сицилии с чрезвычайными полномочиями. Перестрелка при Аспромонте 29 августа 1862 года, во время которой подчинённый ему полковник Паллавичини взял в плен Гарибальди, положило конец его миссии. Вернулся в Турин и вскоре был назначен военным губернатором Болоньи и сенатором.
Во время австро-прусско-итальянской войны 1866 года командовал 4-м армейским корпусом, затем сменил на должности начальника Главного штаба генерала армии Ламармору, которого обвинял в поражении в сражении при Кустоцце.
В 1867 году назначен посланником в Вену, но не успел ещё уехать, как, вследствие падения кабинета Раттацци, получил поручение сформировать кабинет. Это ему не удалось, и он был назначен командующим войсками в Средней Италии, где активно противодействовал планам Гарибальди вторгнуться в Папскую область.
В 1870 году горячо, но безуспешно, отстаивал в Сенате мысль о необходимости оказать помощь Франции в её конфликте с Пруссией. Однако из-за того, что французы не желали выводить свой гарнизон из Рима, этот союз не состоялся.
В конце 1870 года сопровождал в Испанию герцога Амадея Аостского, избранного испанским королём. Оставался в Испании до начала 1873 года, когда Амадей Аостский отрёкся от престола.
В 1876—1879 и 1880—1881 годах — посол во Франции.
В 1882 году вышел в отставку. Скончался 8 сентября 1892 года в Ливорно.

## Награды
- Высший орден Святого Благовещения (1867)
- Кавалер Большого креста ордена Святых Маврикия и Лазаря (1867)
- Кавалер Большого креста Савойского Военного ордена (19.11.1860)
- Великий офицер Савойского Военного ордена (16.01.1860)
- Командор Савойского Военного ордена (12.06.1856)
- Серебряная медаль «За воинскую доблесть»
- Медаль «За участие в Крымской войне»
- Медаль «В память о войнах за независимость»[итал.]
- Медаль «В память объединения Италии»
- Кавалер ордена Святого Фердинанда (Испания)
- Большой крест Чести и Преданности (Мальтийский орден)
- Рыцарь ордена Башни и Меча (Португалия)
- Командор ордена Почётного легиона (Франция)
- Медаль в память об Итальянской кампании (Франция)